# 申连瑞
申连瑞（1931年—2021年6月7日），河北保定人，中华人民共和国政治人物、外交官。
1988年，接替施乃良，担任中华人民共和国驻喀麦隆大使。1992年，由张龙宝接任。